# Goworowo (Powiat Ostrołęcki)
Goworowo ist ein Dorf und Sitz der gleichnamigen Gemeinde im Powiat Ostrołęcki der Woiwodschaft Masowien, Polen. Es liegt etwa 10 km östlich der Stadt Różan.

## Gemeinde
Zur Landgemeinde (gmina wiejska) Goworowo gehören folgende Ortschaften mit einem Schulzenamt (sołectwo):
Brzeźno
Brzeźno-Kolonia
Borki
Cisk
Czarnowo
Czernie
Damięty
Daniłowo
Dzbądzek
Gierwaty
Goworowo
Goworówek
Góry
Grabowo
Grodzisk
Jawory-Podmaście
Jawory Stare
Jawory-Wielkopole
Jemieliste
Jurgi
Józefowo
Kaczka
Kobylin
Kółko
Kruszewo
Kunin
Lipianka
Ludwinowo
Michałowo
Nogawki
Pasieki
Pokrzywnica
Pokrzywnica-Kolonia
Ponikiew Mała
Ponikiew Duża
Ponikiew Mała-Kolonia
Rębisze-Działy
Rębisze-Kolonia
Rębisze-Parcele
Struniawy
Szarłat
Szczawin
Wólka Brzezińska
Wólka Kunińska
Zaorze
Żabin
Weitere Ortschaften der Gemeinde sind Brzeźno-Wieś, Gogol-Gajówka, Jurgi (leśniczówka), Kaszewiec, Kruszewo (gajówka), Lipianka (gajówka) und Smólnik.

## Sohn des Ortes
- Wojciech Jagielski (* 1960), Schriftsteller und Journalist